# Südkoreanisches Heer
Das südkoreanische Heer oder auch Heer der Republik Korea (Hangeul: 대한민국 육군, Hanja: 大韓民國 陸軍, englisch: Republic of Korea Army, abgekürzt ROKA) ist die Landstreitmacht der Streitkräfte der Republik Korea (Südkorea).

## Allgemeines
Es ist die größte Teilstreitkraft mit über 365.000 aktiven Soldaten und mehreren Tausend Reservisten (Stand: Ende 2024). Das Heer ist zugleich auch die wichtigste Teilstreitkraft wegen der gebirgigen Topographie der Koreanischen Halbinsel mit einem Gebirgsanteil von 70 % und aufgrund der Bedrohung durch die nordkoreanischen Streitkräfte mit deren starker Präsenz entlang der demilitarisierten Zone (2/3 sind permanent an der DMZ stationiert).
Die ROK Army ist in drei Armeen organisiert: die erste Armee (First Army, FROKA), die zweite Armee (Second Army, SROKA) und die dritte Armee (Third Army, TROKA). Derzeitiger Oberkommandierender des südkoreanischen Heeres ist General Ko Chang-jun. Sein Vorgänger, General Park An-su, wurde nachdem Putschversuch des Präsidenten Yoon Suk-yeol entlassen.
Das Heer setzt sich zusammen aus dem Armee-Hauptquartier, dem Aviation Command und dem Special Warfare Command die in 7 Korps, 38 Divisionen und 19 Brigaden organisiert sind. Es verfügt über 5.950 Panzer und gepanzerte Fahrzeuge, rund 12.120 Artilleriegeschütze, Flugabwehrraketensysteme und Systeme für die Infanterieunterstützung.

## Ausrüstung
Das Südkoreanische Heer verfügt über folgende Ausrüstung:

### Fahrzeuge
| Typ                    | Bild         | Herkunft              | Version        | Aktiv       | Anmerkungen                                                                                                  |
| Kampfpanzer            | Kampfpanzer  | Kampfpanzer           | Kampfpanzer    | Kampfpanzer | Kampfpanzer                                                                                                  |
| ---------------------- | ------------ | --------------------- | -------------- | ----------- | --- |
| K2 Black Panther       |              | Südkorea              |                | ~260        | |
| K1                     |              | Südkorea              | K1/K1E1K1A1/A2 | 1.000450    | |
| M48                    |              | Vereinigte Staaten    | M48A5          | ~400        | |
| Schützenpanzer         |              |                       |                |             | |
| K21                    |              | Südkorea              |                | ~500        | |
| BMP-3                  |              | Russland              | BMP-3FBMP-3M   | 40          | Erhalten von Russland im Jahr 1996 als Teilzahlung der Schulden, die während der Sowjetzeit entstanden sind. |
| Mannschaftstransporter |              |                       |                |             | |
| K200 KIFV              |              | Südkorea              |                | 1.700       | Transportpanzer in verschiedenen Varianten, Lizenzproduktion des AIFV.                                       |
| M113                   |              | Vereinigte Staaten    | M113M577       | 420140      | |
| K808 White Tiger       |              | Südkorea              | K806K808       | ~60~450     | Transportpanzer in den Versionen 6x6 und 8x8 in verschiedenen Varianten.                                     |
| K151 Raycolt           |              | Südkorea              |                | 10.000      | |
| BTR-80                 |              | Sowjetunion           |                | 20          | |
| International MaxxPro  |              | Vereinigte Staaten    |                | 10          | |
| Pionierpanzer          |              |                       |                |             | |
| K1                     |              | Südkorea              |                | 256         | 200 Bergepanzer und 56 Brückenlegepanzer                                                                     |
| K21                    |              | Südkorea              |                |             | Bergepanzer                                                                                                  |
| K200 KIFV              |              | Südkorea              | K288A1         |             | Bergepanzer                                                                                                  |
| M47                    |              | Vereinigte Staaten    |                |             | Bergepanzer                                                                                                  |
| M88                    |              | Vereinigte Staaten    | M88A1          | 38          | Bergepanzer                                                                                                  |
| K600                   |              | Südkorea              |                |             | Pionierpanzer                                                                                                |
| M9 ACE                 |              | Vereinigte Staaten    |                | 207         | Pionierpanzer                                                                                                |
| M3                     | Beispielbild | Deutschland/ Südkorea | M3K            |             | Lizenzproduktion durch Hanwha Aerospace, 110 Fahrzeuge 2021 bestellt, Lieferung zwischen 2024 und 2027.      |

### Artillerie
| Typ                 | Bild             | Herkunft                    | Version          | Anzahl           | Anmerkungen                            |
| Panzerartillerie    | Panzerartillerie | Panzerartillerie            | Panzerartillerie | Panzerartillerie | Panzerartillerie                       |
| ------------------- | ---------------- | --------------------------- | ---------------- | ---------------- | -------------------------------------- |
| K105                |                  | Südkorea                    | K105A1           | ~200             |                                        |
| K9 Thunder          |                  | Südkorea                    | K9K9A1           | ~1.240           |                                        |
| M109                |                  | Vereinigte Staaten          | M109A2           | 1.040            | Koreanische Bezeichnung K55            |
| Haubitzen           |                  |                             |                  |                  |                                        |
| M101                |                  | Vereinigte Staaten          |                  | 1.000            |                                        |
| KH178               |                  | Südkorea                    |                  | 500              | Basiert auf der M101                   |
| M114                |                  | Vereinigte Staaten          |                  | 800              |                                        |
| KH179               |                  | Südkorea                    |                  | 1.000            | Basiert auf der M114                   |
| Raketenwerfer       |                  |                             |                  |                  |                                        |
| K136 Kooryong       |                  | Südkorea                    |                  | ~40              |                                        |
| MLRS                |                  | Vereinigte Staaten          | M270M270A1       | 4810             |                                        |
| K239 Chunmoo        |                  | Südkorea                    |                  | ~200             |                                        |
| Mörser              |                  |                             |                  |                  |                                        |
| M29                 |                  | Vereinigte Staaten Südkorea |                  |                  | Lizenz Bau; 81mm                       |
| KM-114              |                  | Südkorea                    |                  |                  | 81mm                                   |
| KM-187              |                  | Südkorea                    |                  |                  | 81mm                                   |
| M30                 |                  | Vereinigte Staaten          |                  |                  | 107mm                                  |
| Hanwha 120mm        |                  | Südkorea                    |                  |                  | Auf M113 Fahrzeugen installiert. 120mm |
| Boden-Boden-Raketen |                  |                             |                  |                  |                                        |
| Hyunmoo             |                  | Südkorea                    | IIAIIBIICIIIIVV  | 30               |                                        |
| ATACMS              |                  | Vereinigte Staaten          | MGM-140A/B       |                  | Für MLRS                               |

### Panzer- und Flugabwehr

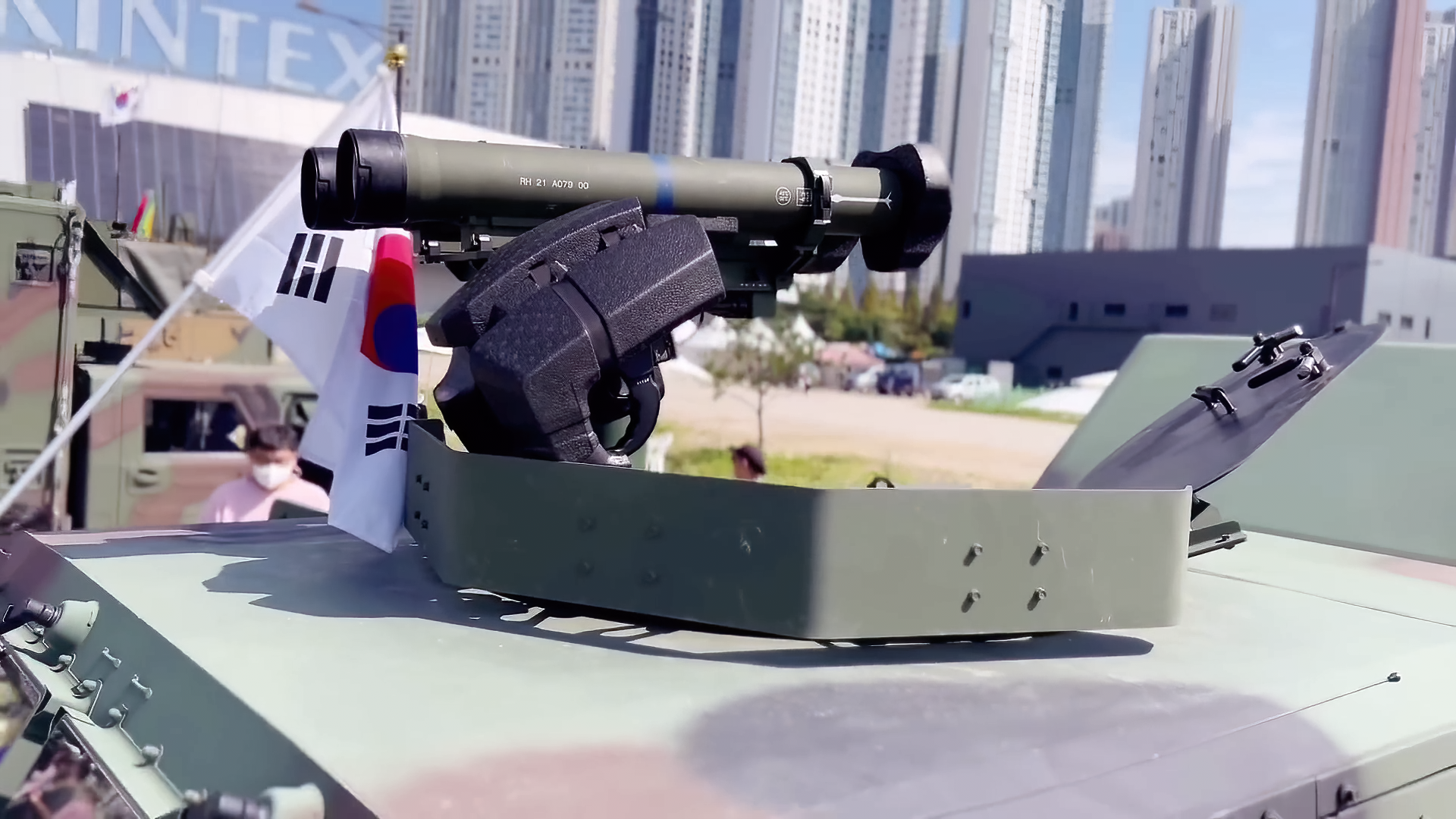
AT-1K Raybolt auf einem K153

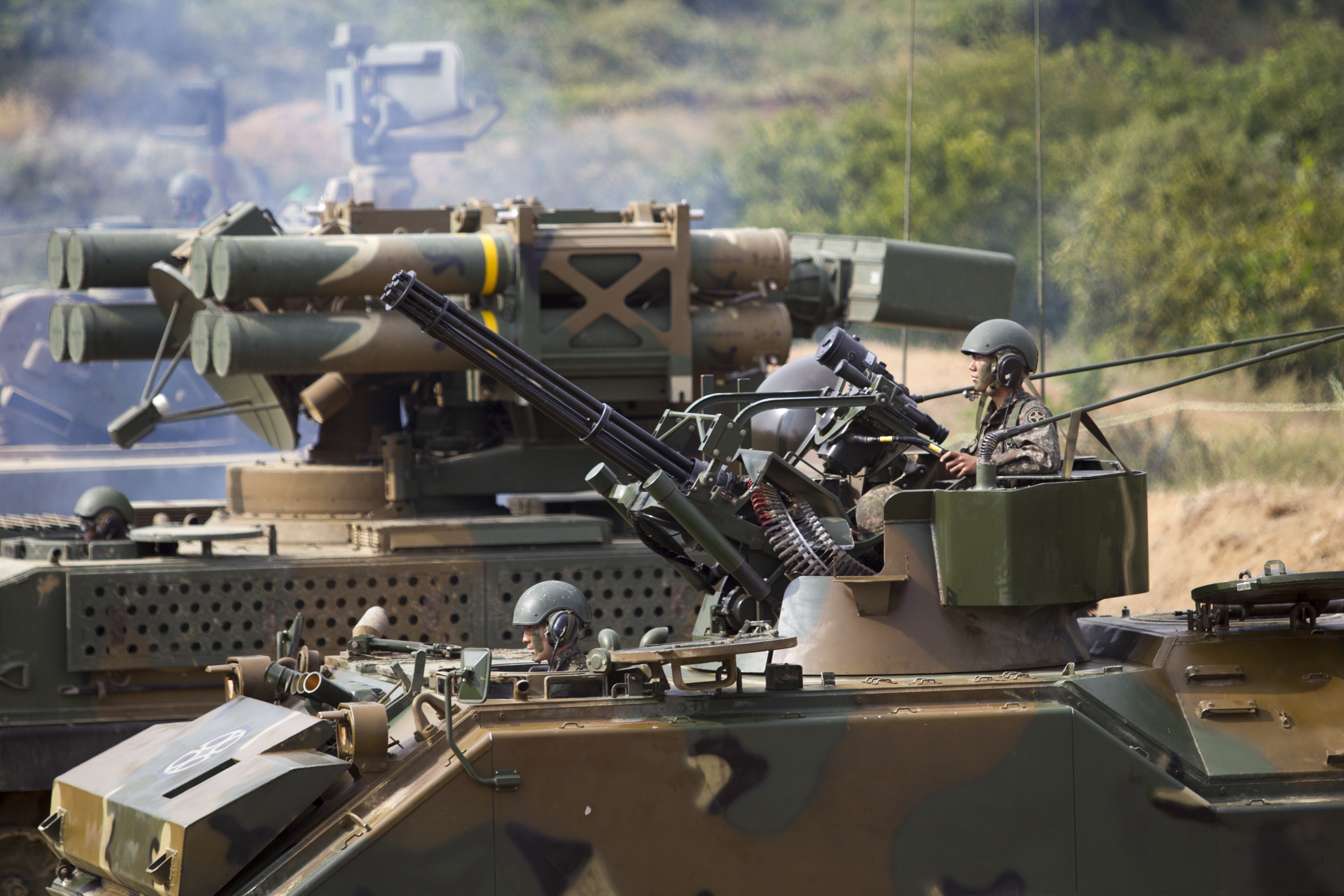
K263-Flugabwehrpanzer

| Typ             | Herkunft               | Funktion                       | Version      | Anzahl       | Anmerkungen                          |
| Panzerabwehr    | Panzerabwehr           | Panzerabwehr                   | Panzerabwehr | Panzerabwehr | Panzerabwehr                         |
| --------------- | ---------------------- | ------------------------------ | ------------ | ------------ | ------------------------------------ |
| AT-1K Raybolt   | Südkorea               | Panzerabwehrlenkwaffe          |              |              | Teilweise auf Fahrzeugen installiert |
| 9K115 Metis     | Sowjetunion            | Panzerabwehrlenkwaffe          |              |              |                                      |
| BGM-71 TOW      | Vereinigte Staaten     | Panzerabwehrlenkwaffe          | TOW-2A       |              |                                      |
| M67             | Vereinigte Staaten     | Rückstoßfreies 90-mm-Geschütz  |              |              |                                      |
| M40             | Vereinigte Staaten     | Rückstoßfreies 105-mm-Geschütz | M40A2        |              |                                      |
| Flugabwehr      |                        |                                |              |              |                                      |
| KP-SAM          | Südkorea               | MANPADS                        |              |              |                                      |
| FIM-92 Stinger  | Vereinigte Staaten     | MANPADS                        |              |              |                                      |
| 9K310 Igla-1    | Sowjetunion            | MANPADS                        |              |              |                                      |
| K-SAM Pegasus   | Südkorea               | Flugabwehrraketensystem        |              |              |                                      |
| Javelin         | Vereinigtes Königreich | Flugabwehrrakete               |              |              |                                      |
| Mistral         | Frankreich             | Flugabwehrrakete               |              |              |                                      |
| K200 KIFV       | Südkorea               | Flugabwehrpanzer               | K263         | ~150         | Ausgestattet mit Flugabwehrkanone    |
| K30 Biho        | Südkorea               | Flugabwehrpanzer               |              | 167          |                                      |
| K808            | Südkorea               | Flugabwehrpanzer               |              |              | Ausgestattet mit Flugabwehrkanone    |
| M167 VADS       | Vereinigte Staaten     | Flugabwehrgeschütz             |              | 60           |                                      |
| GDF-003         | Schweiz                | Flugabwehrkanone               |              | 20           |                                      |
| Bofors-Geschütz | Schweden               | Flugabwehrkanone               | L/60L/70M1   | 80           |                                      |

### Luftfahrzeuge

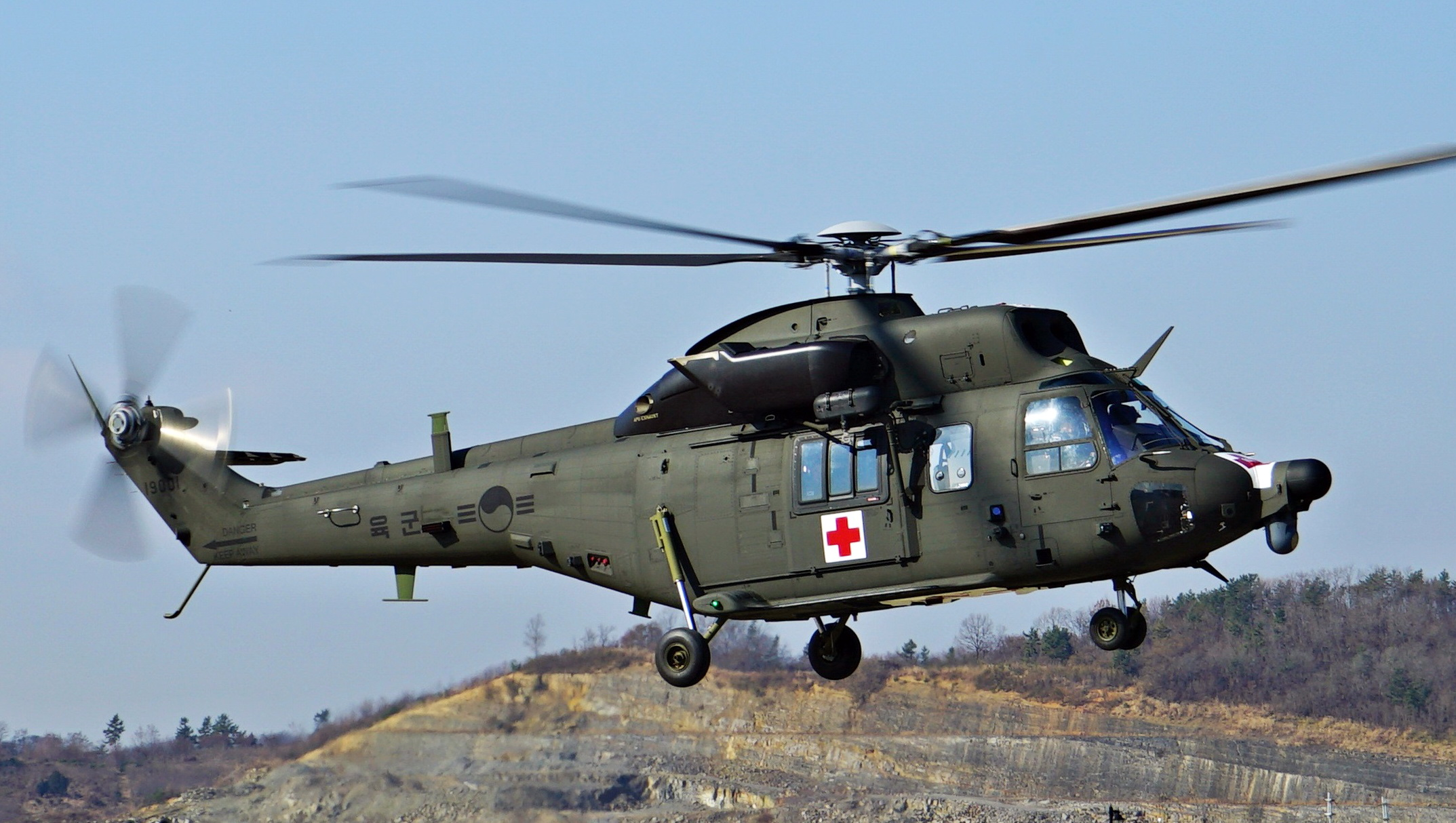
KUH-1M MEDEVAC-Hubschrauber des südkoreanischen Heeres.

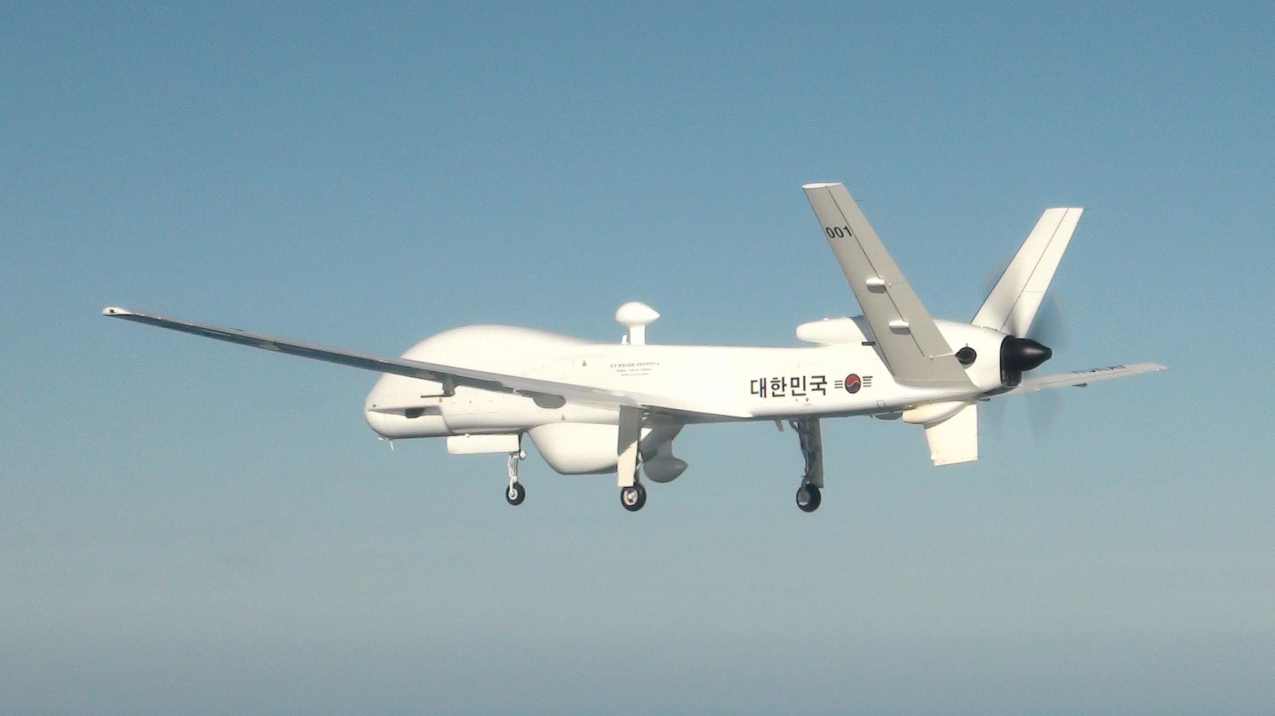
Korean Air KUS-FS

Die Heeresflieger der Republik Korea betreiben 1 Flugzeug und 670 Hubschrauber (Stand: Ende 2024).
| Luftfahrzeug             | Herkunft                   | Verwendung                                | Version              | Aktiv     | Bestellt  | Anmerkungen                           |           |
| Flugzeuge                | Flugzeuge                  | Flugzeuge                                 | Flugzeuge            | Flugzeuge | Flugzeuge | Flugzeuge                             | Flugzeuge |
| ------------------------ | -------------------------- | ----------------------------------------- | -------------------- | --------- | --------- | ------------------------------------- | --------- |
| Beechcraft King Air      | Vereinigte Staaten         | Transportflugzeug                         | King Air 90          | 1         |           |                                       |           |
| Hubschrauber             |                            |                                           |                      |           |           |                                       |           |
| Bell AH-1                | Vereinigte Staaten         | Kampfhubschrauber                         | AH-1S AH-1J          | 75        |           |                                       |           |
| Boeing AH-64             | Vereinigte Staaten         | Kampfhubschrauber                         | AH-64E               | 36        |           | Weitere 36 geplant                    |           |
| Boeing CH-47             | Vereinigte Staaten         | Mittelschwerer Transporthubschrauber      | CH-47DCH-47DLRCH-47F | 34        | 18        |                                       |           |
| Sikorsky UH-60           | Vereinigte Staaten         | Transporthubschrauber                     | UH-60P               | 113       |           |                                       |           |
| KAI KUH-1                | Südkorea Europäische Union | TransporthubschrauberMEDEVAC-Hubschrauber |                      | 150       |           | weitere 103 Bestellungen geplant      |           |
| Bölkow Bo 105            | Deutschland                | Leichter Mehrzweckhubschrauber            |                      | 12        |           | Soll durch den KAI LAH ersetzt werden |           |
| Hughes MD500             | Vereinigte Staaten         | Leichter Mehrzweckhubschrauber            |                      | 226       |           | Soll durch den KAI LAH ersetzt werden |           |
| KAI LAH                  | Südkorea Europäische Union | Leichter Mehrzweckhubschrauber            |                      |           | 10        | Weitere 190 geplant                   |           |
| Bell 505                 | Vereinigte Staaten         | Schulhubschrauber                         |                      | 24        | 16        | [ 6 ]                                 |           |
| Unbemannte Luftfahrzeuge |                            |                                           |                      |           |           |                                       |           |
| KAI RQ-101               | Südkorea                   | Aufklärungsdrohne                         |                      | ~36       |           |                                       |           |
| Korean Air KUS-FS        | Südkorea                   | MALE-Aufklärungsdrohne                    |                      | ~40       |           |                                       |           |

## Dienstgrade und Dienstgradabzeichen

### Offiziere
| Dienstgradgruppe        | Generale                                  | Generale             | Generale              | Generale            | Generale             | Stabsoffiziere         | Stabsoffiziere          | Stabsoffiziere        | Subalternoffiziere | Subalternoffiziere  | Subalternoffiziere |
| ----------------------- | ----------------------------------------- | -------------------- | --------------------- | ------------------- | -------------------- | ---------------------- | ----------------------- | --------------------- | ------------------ | ------------------- | ------------------ |
| Abzeichen               |                                           |                      |                       |                     |                      |                        |                         |                       |                    |                     |                    |
| Dienstgrad              | Wonsu (원수; 元帥)                        | Daejang (대장; 大將) | Jungjang (중장; 中將) | Sojang (소장; 少將) | Junjang (준장; 准將) | Daeryeong (대령; 大領) | Jungnyeong (중령; 中領) | Soryeong (소령; 少領) | Daewi (대위; 大尉) | Jungwi (중위; 中尉) | Sowi (소위; 少尉)  |
| Dienstgrad (Bundeswehr) | keine Entsprechung (Generalfeldmarschall) | General              | Generalleutnant       | Generalmajor        | Brigadegeneral       | Oberst                 | Oberstleutnant          | Major                 | Hauptmann          | Oberleutnant        | Leutnant           |
| NATO-Rangcode           | OF-10                                     | OF-9                 | OF-8                  | OF-7                | OF-6                 | OF-5                   | OF-4                    | OF-3                  | OF-2               | OF-1                | OF-1               |

### Unteroffiziere und Mannschaften
| Dienstgradgruppe        | Warrant Officer                        | Unteroffiziere     | Unteroffiziere      | Unteroffiziere      | Unteroffiziere           | Mannschaften                      | Mannschaften                                             | Mannschaften                  | Mannschaften                 | Mannschaften           |
| ----------------------- | -------------------------------------- | ------------------ | ------------------- | ------------------- | ------------------------ | --------------------------------- | -------------------------------------------------------- | ----------------------------- | ---------------------------- | ---------------------- |
| Abzeichen               |                                        |                    |                     |                     |                          |                                   |                                                          |                               |                              | kein Abzeichen         |
| Dienstgrad              | Junwi (준위; 准尉)                     | Wonsa (원사; 元士) | Sangsa (상사; 上士) | Jungsa (중사; 中士) | Hasa (하사; 下士)        | Byeongjang (병장; 兵長)           | Sangdeungbyeong (상등병; 上等兵)                         | Ildeungbyeong (일등병; 1等兵) | Ideungbyeong (이등병; 2等兵) | Jangjeong (장정; 壯丁) |
| Dienstgrad (Bundeswehr) | keine Entsprechung (Feldwebelleutnant) | Oberstabsfeldwebel | Stabsfeldwebel      | Hauptfeldwebel      | Oberfeldwebel/ Feldwebel | Stabsunteroffizier/ Unteroffizier | Stabskorporal Korporal Oberstabsgefreiter Stabsgefreiter | Obergefreiter/ Hauptgefreiter | Gefreiter                    | Soldat                 |
| NATO-Rangcode           | WO-1                                   | OR-9               | OR-8                | OR-7                | OR-6                     | OR-5                              | OR-4                                                     | OR-3                          | OR-2                         | OR-1                   |